# Dziedziczki (film)
Dziedziczki (ang. Material Girls) – amerykańska komedia romantyczna wyprodukowana w 2006 roku. Film opowiada o losach sióstr (w tych rolach siostry Duff), które do tej pory były "grubymi rybami", ale spisek przeciwko firmie ich zmarłego ojca doprowadził je do upadku.

## Obsada
- Hilary Duff – Tanzie Marchetta
- Haylie Duff – Ava Marchetta
- Anjelica Huston – Fabiella
- Brent Spiner – Tommy
- Lukas Haas – Henry
- Obba Babatunde – Craig

- Eric Hodges – Etienne
- Marcus Coloma – Rick
- Joanne Baron – Gretchen
- Brandon Beemer – Mic Rionn
- Dot-Marie Jones − Butch Brenda
- Christina Copeland – Brigitta
- Reagan Dale Neis – Jaden
- Maria Conchita Alonso – Inez

## Opis fabuły
Fabuła obraca się wokół sióstr Marchetta, Tanzie (Hilary) i Ava (Haylie), pary bogatych i dbających tylko o rzeczy materialne takie jak zakupy. Rzadko zwracają uwagę na własne interesy, czyli firmę kosmetyczną swojego zmarłego ojca. Kiedy skandal ujawnia wady jednego z produktów firmy, dziewczyny znajdują się w trudnej sytuacji i muszą się nauczyć żyć bez fortuny. Nie są zdecydowane co do sprzedaży firmy większej kompanii, ze względu na pamięć ojca chcą odzyskać pieniądze.